# Estadio Daniel Alcides Carrión
El Estadio Daniel Alcides Carrión es un escenario deportivo para la práctica del fútbol ubicado en la Ciudad Peruana de Cerro de Pasco. Está situado a una gran altitud de 4338 m s. n. m. Según reconoce la FIFA en su revista oficial, ningún terreno de juego está ubicado a mayor altitud que este. Supera en altitud a los estadios Hernando Siles de La Paz, Atahualpa de Quito, al Campín de Bogotá y al estadio Azteca de México. Posee una capacidad de 12 000 personas.  
El club Unión Minas, propietario del campo que jugó en la Primera División entre 1986 y 2001, y que incluso permaneció invicto en casa durante dos años, (1991-1992), ha sido acusado constantemente de aprovechar la situación geográfica de su localidad para alcanzar logros deportivos. 
En 2012 fue totalmente remodelado para cumplir con los estándares de calidad que un estadio tan icónico debe tener. Se reemplazó el pasto natural por gramado sintético, ya que al estar a una altura tan elevada, el pasto tiene dificultades para crecer.
En la actualidad alberga partidos de Copa Perú y los de la Liga de Cerro de Pasco.